# Heilige-Familiekapel (Lottum)

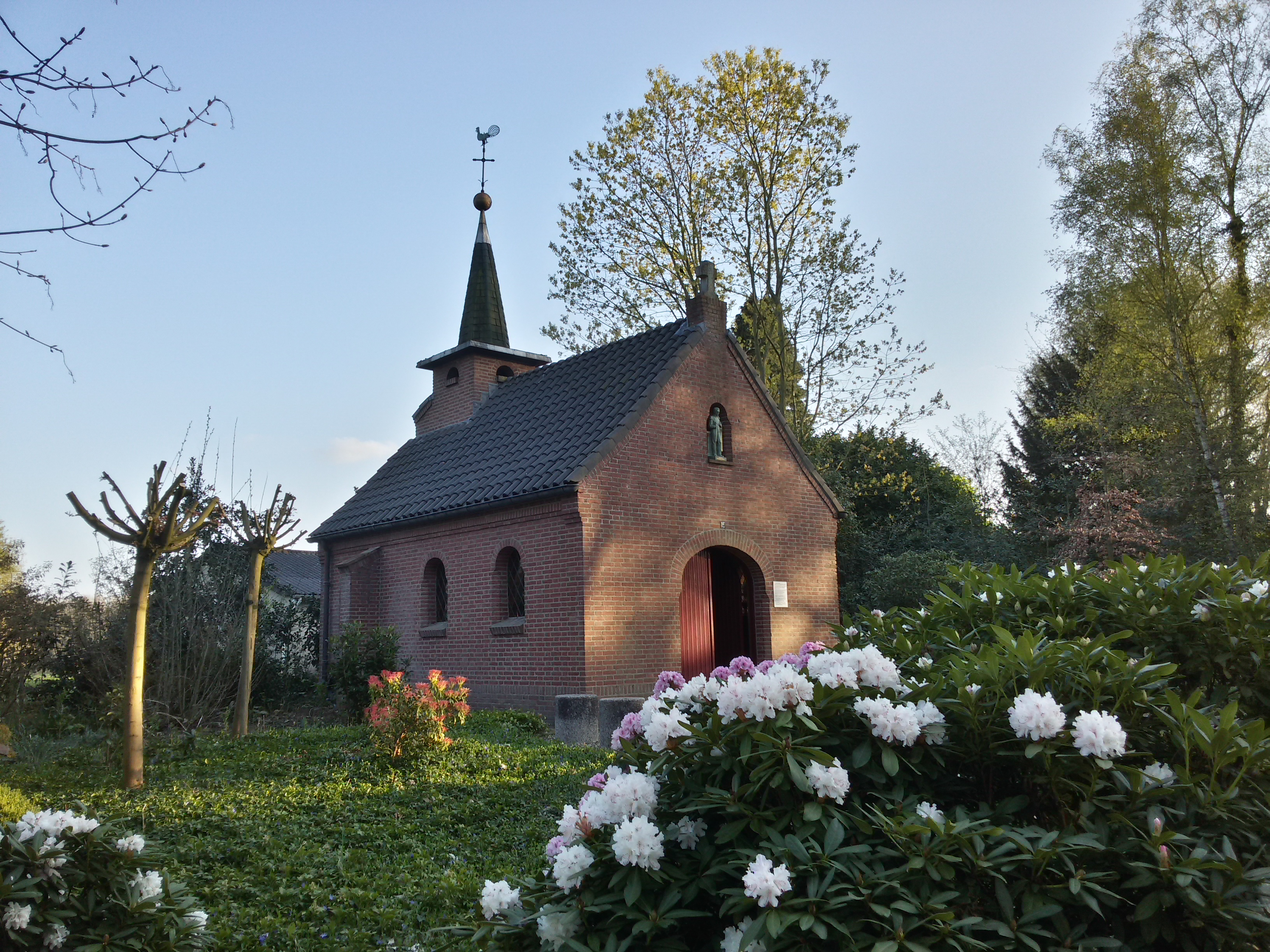
De Heilige-Familiekapel

De Heilige-Familiekapel of Houthuizerkapelke is een kapel in Houthuizen bij Lottum in de Nederlands Noord-Limburgse gemeente Horst aan de Maas. De kapel staat aan de Houthuizerweg bij nummer 15 ten zuidwesten van Lottum.
De kapel is gewijd aan de Heilige Familie.

## Geschiedenis
Na de Tweede Wereldoorlog werd de kapel door lokale bewoners gebouwd als dank dat er in de buurt geen oorlogsslachtoffers gevallen waren. Het gebouw was een ontwerp van Alphons Boosten.
Op 2 mei 1948 werd de kapel door pastoor J. Kerbosch van de parochie Lottum ingezegend.

## Gebouw
De bakstenen kapel is opgetrokken op een rechthoekig grondplan en wordt gedekt door een zadeldak met pannen. De kapel heeft vijf traveeën met elk een venster (inclusief koortravee) en op het dak is boven het koor een lage vierkante toren gebouwd met ingesnoerde torenspits. De frontgevel is een puntgevel die in de top eindigt in een bakstenen kolom met daarop een stenen kruis. Boven in de frontgevel bevindt zich een rondboogvormige nis met daarin een beeld van Henri Belletable en de gevel bevat verder de korfboogvormige ingang die wordt afgesloten met houten deuren.
Van binnen is de kapel uitgevoerd in baksteen onder een wit gestuukt tongewelf. De koortravee wordt van de rest gescheiden door een korfboog. Tegen de achterwand is het altaar gemetseld. Boven het altaar is in de achterwand een korfboogvormige nis aangebracht met daarin een polychroom beeld van de Heilige Familie. Links van dit beeld zijn twee Heilig Hartbeelden geplaatst en rechts een beeld van moeder Maria met kindje Jezus en een beeld van Theresia van Lisieux.